# Marcus Walz
Marcus Walz (n. 3 octombrie 1994, Oxford, Anglia, Regatul Unit) este un caiacist ce a reprezentat Spania, medaliat olimpic. A participat la 3 ediții ale Jocurilor Olimpice (2016, 2020, 2024) în care a câștigat o medalie de aur și o medalie de bronz.